# Rival Romeos
Rival Romeos är en amerikansk animerad kortfilm från 1928 med Kalle Kanin i huvudrollen.

## Handling

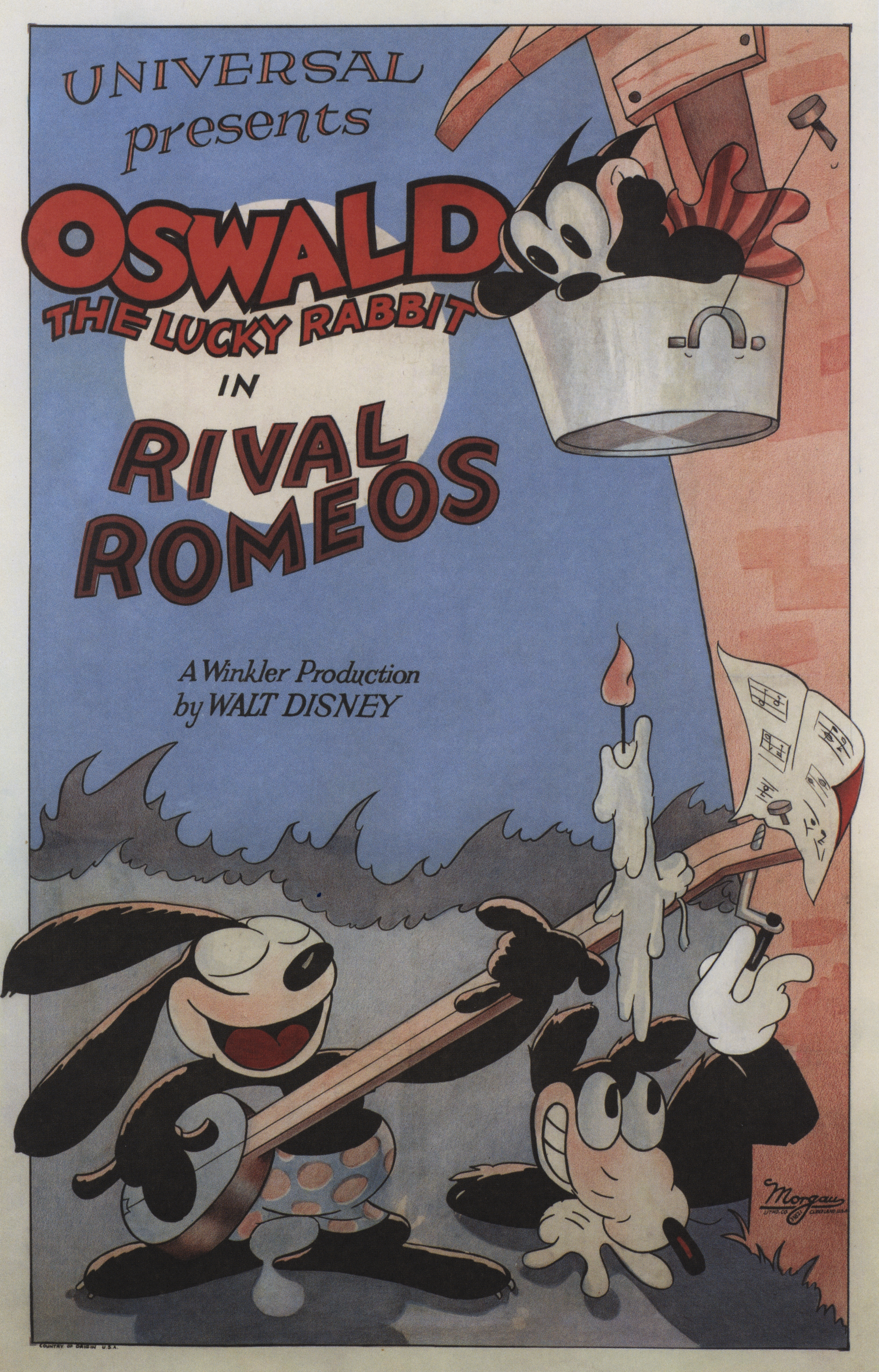
Filmposter

Kalle Kanin och hans rival Petter har en sak gemensamt; de är förälskade i samma flicka. Kalle lyckas dock hinna först till henne och bestämmer sig för att sjunga en serenad, men detta avbryts av att en get äter upp hans noter och instrument.
Så småningom hinner Petter anlända och bråk uppstår mellan de båda friarna, vilket leder till att flickan istället väljer att träffa en annan kavaljer.

## Om filmen
Filmen finns utgiven på DVD.